# 1624
1624 (MDCXXIV) je bilo prestopno leto, ki se je po gregorijanskem koledarju začelo na ponedeljek, po 10 dni počasnejšem julijanskem koledarju pa na četrtek.

## Dogodki
- kardinal Richelieu postane prvi minister Francije.

## Rojstva
- 31. januar - Arnold Geulincx, flamski teolog in filozof († 1669)

## Smrti
- 26. december - Simon Marij, nemški astronom (* 1573)
- 17. november - Jakob Böhme, nemški protestantski teolog in mistik (* 1575)